# فرودگاه صحرایی برکوم
فرودگاه صحرایی برکوم (به انگلیسی: Borkum Airfield) (به زبان بومی: Flugplatz Borkum) یک فرودگاه همگانی با کد یاتا BKM است که یک باند فرود آسفالت دارد و طول باند آن ۱۰۰۰ متر است. این فرودگاه در شهر برکوم کشور آلمان قرار دارد و در ارتفاع ۱ متری از سطح دریا واقع شده‌است.

## شرکت‌های هواپیمایی و مقصدهای پروازی
The following airlines offer regular scheduled and charter flights at Borkum Airfield:
| شرکت‌های هواپیمایی              | مقصدهای پروازی |
| ------------------------------ | -------------- |
| OFD Ostfriesischer-Flug-Dienst | امدن           |